# مگس‌گیر-سینه‌سرخ شکم‌زرین
مگس‌گیر-سینه‌سرخ شکم‌زرین (نام علمی: Microeca hemixantha) گونه‌ای از پرندگان تیرهٔ سینه‌سرخان استرالزی (Petroicidae) و بومی جزایر تانیبار است.
زیستگاه‌های طبیعی آن جنگل‌های جلگه‌ای نمناک نیمه‌گرمسیری یا گرمسیری و جنگل‌های حرا نیمه‌گرمسیری یا گرمسیری است. از دست دادن زیستگاه آن را تهدید می‌کند.